# 40 × 46 мм
40×46 мм SR — применяется в качестве боевого припаса  (гранатомётный выстрел) для стрелковых и подствольных гранатомётов.

## История
Выстрел был разработан в США в ходе выполнения работ по созданию перспективного гранатомёта ("Project NIBLICK") и в 1961 году принят на вооружение вместе с гранатомётом M79.
В 1963 году Пикатиннский арсенал разработал наплечный пластиковый патронташ-бандольер на три гранаты, позволявший военнослужащему нести на себе 12 гранат в четырёх таких бандольерах, наброшенных через левое и правое плечо.
В 1967 году в лаборатории U.S. Army Limited War Laboratory на военном полигоне в Абердине (штат Мэриленд) начались испытания опытного образца 40-мм гранатомёта XM148 и 40-мм автоматического гранатомёта LVGL (в качестве боеприпаса к которым использовались выстрелы к гранатомёту М79), в 1968 году был разработан опытный многозарядный гранатомёт EX 41. Также выстрел использовался в автоматических гранатомётах XM129 и XM174.
В 1969 году на основе конструкции подствольного гранатомёта XM148 был создан подствольный гранатомёт M203.
В Бельгии в 1971 году был разработан выстрел с "подпрыгивающей" осколочной гранатой и началась разработка собственного 40-мм подствольного гранатомёта (аналога М203 для установки на автомат FN CAL).
В начале 1980х годов был начат выпуск многозарядного гранатомёта MGL

## Производство

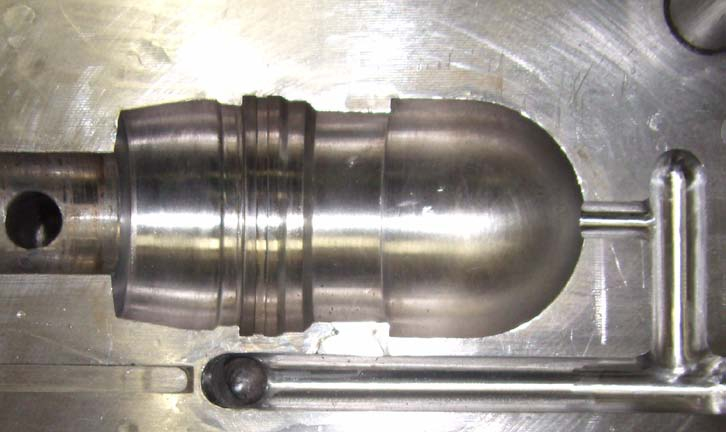
Форма для отливки гранаты

По состоянию на начало 2015 года гранаты 40×46 мм изготавливали 25 производителей в 18 странах мира.

### США
Производством боеприпаса и отдельных деталей занимались следующие компании:
- Боеприпас — Amron Corp., Уокешо, Висконсин; Орландо, Флорида;[5][6] AVCO Corp., Ричмонд, Индиана;[5][7][8] Eastern Tool & Manufacturing Co., Белвилл, Нью-Джерси;[5] Eison Brothers, Inc., Лоди, Нью-Джерси;[5][9] Firestone Tire & Rubber Co., Равенна, Огайо;[9] Gulf and Western Industries, Inc., Уокешо, Висконсин;[10] Harvey Aluminum, Торренс, Калифорния;[11] Heckethorn Manufacturing Co., Дайер, Теннесси;[8][9] Northrop Carolina, Inc., Ашвилл, Северная Каролина;[12]
- Взрыватель — Motorola, Inc., Скоттсдейл, Аризона;[13] Honeywell, Inc., Хопкинс, Миннесота;[6][14]

### Болгария
Производство нескольких вариантов гранат на заводе в городе Казанлык освоила компания "Арсенал", компания "Arcus Co." на заводе в городе Лясковец выпускает осколочные гранаты М406 под наименованием AR406.

### Бельгия
Бельгийской промышленностью была разработана подпрыгивающая граната для M79 и XM148.

### Польша
Производство нескольких типов гранат освоено на предприятии "Dezamet S.A." в городе Нова-Демба.

### Турция
На заводе компании MKEK производятся осколочные гранаты MKE MOD60 HE (аналог M406), граната со слезоточивым газом MKE MOD 63 GE и учебно тренировочная инертная граната TP-T.

## Типы боеприпасов
Разработаны и выпускаются несколько вариантов 40-мм выстрелов:
- M381 HE — выстрел с осколочной гранатой. Устарел, снят со снабжения.
- M397 Jump-Up Fragmentation Cartridge — выстрел с подпрыгивающей осколочной гранатой. После выстрела и падения на землю подпрыгивает на высоту от 1,2 до 1,5 метров и разрывается в воздухе[20]. Устарел, снят со снабжения.
- M397A1 Airburst — модификация выстрела с подпрыгивающей гранатой. Устарел, снят со снабжения.
- M406 — выстрел с осколочной гранатой[21] массой 230 грамм, оснащён взрывателем мгновенного действия, дальность взведения которого 15—30 метров от дульного среза. При взрыве образует около 300 осколков[20]
- М433 HEDP — выстрел с кумулятивно-осколочной гранатой, убойный радиус неукрытой живой силы (НЖС) составляет 5 метров[21]
- M576 — картечный выстрел[21], снаряжён 20 картечинами, эффективен на дистанциях до 30 метров, картечь сохраняет убойное действие на дистанциях до 35 метров[20]
- M585 White Star Cluster — осветительная граната[21]
- 40×46 LV ER - выстрел с увеличенной до 100 м/с начальной скоростью и улучшенной баллистикой
- M651 CS — газовая граната со слезоточивым газом CS с дистанционным взрывателем (который взводится после того, как граната пролетела не менее 10 метров)[21]
- M781 Practice Round — учебно-тренировочный выстрел, используется для практических занятий по огневой подготовке
- M1006 ("Sponge grenade") — выстрел, разработанный в 1995 году и принятый в 1999 году на вооружение в США; снаряжён травматической пулей массой 28,5 грамм, изготовленной из губчатой резины в корпусе из пластмассы[22]
- M1029 40mm Crowd Dispersal Cartridge — выстрел с резиновой картечью.
- XM1112 ANLM — пиротехнический боеприпас нелетального действия (ослепляюще-оглушительный), светошумовая граната воздушного взрыва для разгона демонстраций, с регулируемыми высотой и дальностью подрыва.
- 40×46 SIR — выстрел, разработанный швейцарской фирмой Brugger&Thomet и впервые представленный на выставке IWA 2008. Снаряжён резиновой пулей массой 32 грамм из пористой резины. Гильза полностью изготовлена из пластмассы (в качестве вышибного заряда в неё вставлен холостой патрон 9х19 мм, снаряжённый 0,17 грамм бездымного пороха)[23]
- 40×46 Rubber Shot — выстрел, разработанный швейцарской фирмой Brugger&Thomet и впервые представленный на выставке IWA 2008. Снаряжён 28 резиновыми картечинами массой 2,6 грамм каждая[23]
- 40×46 SAR OC — выстрел, разработанный швейцарской фирмой Brugger&Thomet и впервые представленный на выставке IWA 2008. Снаряжён газовой гранатой со слезоточивым газом OC[23]
- SPARCS — выстрел, разработанный в 2014 году компанией "ST Kinetics". В корпус гранаты, которая отстреливается на высоту до 150 метров встроена видеокамера с парашютом и передатчиком[24]

Кроме того, для спецподразделений полиции в США выпускаются несколько вариантов 40-мм газовых гранат, снаряжённых слезоточивым газом (CS или CN).